# Бакош, Мартин
Мартин Бакош (словац. Martin Bakoš; род. 18 апреля 1990, Спишска-Нова-Вес, Восточно-Словацкий край) — словацкий хоккеист, нападающий.

## Клубная карьера
Воспитанник хоккейной школы клуба «Спишска Нова Вес». Выступал за команды «Оранж 20», «Скалица», «Слован» (Братислава), «Били Тигржи Либерец», «Куньлунь Ред Стар», «Провиденс Брюинз», ХК «Сочи» и «Адмирал».
В чемпионатах Словакии провёл 157 матчей, набрал 71 очко (32+39), в плей-офф — 36 матчей, 16 очков (5+11). В Чешской экстралиге — 146 матчей, 99 очков (43+56), в плей-офф — 30 игр, 15 очков (9+6).
Бакош в сезоне 2019/20 с 42 (19+23) очками стал лучшим бомбардиром и снайпером «Адмирала», в среднем нападающий проводил на льду 18 минут и 49 секунд.
10 мая 2020 года перешёл в московский «Спартак», контракт рассчитан на два сезона — до 30 апреля 2022 года. 1 мая 2021 года по соглашению сторон расторг контракт со «Спартаком», в сезоне 2020/21 Бакош принял участие в 46 матчах, в которых набрал 29 (15+14) очков.
2 мая 2021 года вернулся в «Сочи», за который он уже выступал в сезоне 2018/19, контракт подписан на один год.

## Международная карьера
В составе национальной сборной Словакии провёл 61 матч, набрал 30 очков (15+15). Участник Олимпийских игр 2018 (4 игры, 1+1) и чемпионатов мира 2016 и 2018 (14 игр, 3+2). В составе молодёжной сборной Словакии участник чемпионата мира 2010 (6 игр, 2+2).

## Достижения
- Чемпион Словакии: 2012

- Чемпион Чехии: 2016
- Серебряный призёр Словацкой экстралиги: 2010